# Республіка Канада
Республіка Канада (англ. Republic of Canada) — короткочасне невизнане державне утворення, проголошене канадським політиком Вільямом Лайоном Макензі 5 грудня 1837 року. Самопроголошене утворення існувало на острові Нейві-Айленд на річці Ніагара в останні дні повстання у Верхній Канаді.

## Історія

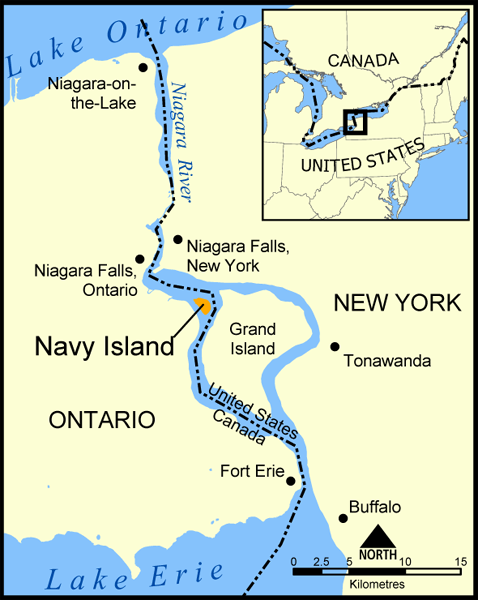
Карта острова Нейві-Айленд та річки Ніагара

В останні дні повстань 1837 року у Верхній Канаді, після того як Маккензі та 200 його прихильників утекли із Торонто на острів Нейві-Айленд, він проголосив незалежну республіку. Маккензі встановив незалежу валюту й утримував свій табір за допомогою американського пароплава «Caroline». Він брав до війська прихильників, обіцяючи кожному чоловікові, який його підтримає, 300 арків (120 гектарів) землі. Пізніше він також обіцяв кожному прихильнику $100 сріблом, які повинні бути виплачені з 1 травня 1838 року.
29 грудня командир Королівського флоту Ендрю Дрю та сім човнів канадської міліції перетнули Ніагару та прибули до Форт-Шлоссер. Вони захопили судно «Caroline» та повстанців Макензі. Сили Дрю підпалили судно й відправили його за течією до Ніагарського водоспаду, через що загинув один громадянин США. Тоді з'явилося неправдиве повідомлення про те, що було вбито десятки американців, тому американці підпалили один британський корабель, коли той був у водах США. Це спричинило початок справи «Caroline».
13 січня 1838 року Маккензі покинув Нейві-Айленд під натиском британських сил, що вели по острову шквальний вогонь. Зі своїми силами він утік до міста Баффало у штаті Нью-Йорк, де їх ув'язнили військовослужбовці Армії США і де їх засудили до 18 місяців ув'язнення за порушення нейтралітету, установленого між Сполученими Штатами та Сполученим Королівством, що поклало край перспективі проголошення Канадою незалежності та тому, що британська влада названа «незначним та непідтриманим колоніальним повстанням».
Деякі прихильники повстання втекли до Тисячі островів і «спричинили занепокоєння у канадської влади» в середині 1838 року. У США вздовж кордону були створені загони «мисливських лож», а деякі з них також діяли у Верхній Канаді. Штаб-квартира цієї організації була у Клівленді, а принциповою місією вона проголошувала «звільнення британських колоній від британського рабства». 16 вересня 1838 року у Клівленді відбувся з'їзд за участі 160 членів організації, під час якого Абрама Деніела Сміта було обрано першим президентом Республіки Канада. Також на з'їзді вирішили заснувати Республіканський банк Канади, де використовуватимуть золото, срібло та власну валюту як гроші, і заставив «все багатство, доходи та ресурси» Верхньої Канади як заставу для позик. На перших банкнотах були зображені Семюель Лаунт, Пітер Меттьюз і Джеймс Морро; усі вони були згодом страчені за участь у повстанні.